# Orlov

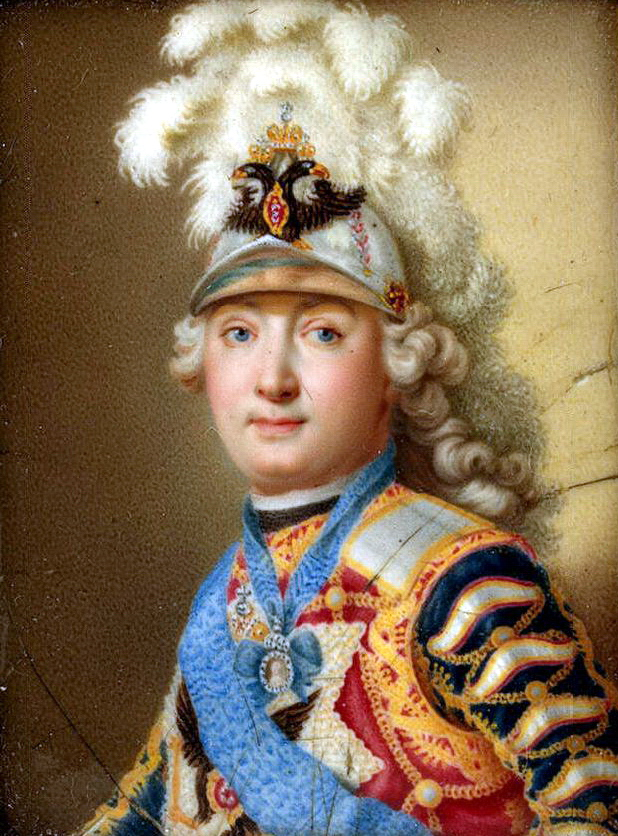
Conde Grigori Orlov.

Orlov (Орлов) es el nombre de una familia de nobles de Rusia que produjo distinguidos líderes, diplomáticos y militares. La familia ganó distinción cuando Grigori Orlov se convirtió en amante de Catalina la Grande, y los demás en grandes comandantes.